# Marija Magdalena
Marija Magdalena (hebrejski: מרים המגדלית; grčki: Μαρία ἡ Μαγδαληνή) bila je Židovka koja je živjela u 1. stoljeću, sljedbenica Isusa Krista koju kršćani štuju kao sveticu.
U Novom zavjetu i apokrifnim pismima opisana je kao učenica Isusa Krista. U hrvatskom jeziku uobičajeno ime Marija Magdalena zapravo je Marija Magdalenska, tj. Marija iz Magdale.
Sva četiri evanđelista spominju Mariju Magdalenu kao svjedokinju uskrsnuća Isusa Krista. Spominju je i neki apokrifi koje su uglavnom pisali gnostici, kao osobu koja je bila važna u ranoj Crkvi, i koju je Isus posebno volio među svojim učenicima. U tradiciji kršćanskog zapada su tradicije o njenom životu u velikoj mjeri sažete u Legenda aurea, zbirci životopisa 153 značajna sveca i svetice koju je sredinom 13. stoljeća prikupio i uredio nadbiskup Genove Jacopo di Varazze (latinski: Jacobus da Voragine): prema ondje sadržanoj legendi ona je bila velikaškog roda, te je u nasljeđe dobila mjesto Magdalu kod Genezeretskog jezera; dok je njena sestra (sveta) Marta dobila posjed Betaniju u blizini Jeruzalema. Među važnim Isusovim učenicima je i njen brat (sveti) Lazar. Marija Magdalena je javno imala ljubavnike, pa je - dosljedno tome - poslije javno činila pokoru. Postala je učenica u užem krugu oko Isusa, te je postala primjer skrušenog pokajanja iz koje proizlazi iskrena ljubav.
Liturgijski spomendan po gregorijanskom kalendaru je 22. srpnja a po julijanskom kalendaru 4. kolovoza. Sveta Marija Magdalena zaštitnica je slave žena, redovnica koje nose njezino ime, pokornica, djece koja teško uče hodati, frizera, učenika i studenata, bačvara i kožara, ljevača olova i rudnika, vinogradara, vrtlara, vincilira, proizvođača parfema i pomada, pomoćnica protiv očnih oboljenja, protiv nevremena i protiv gamadi.

## Etimologija
O imenu Marija postoje teorije i naznake. Pretpostavka je čak da je ime povezano s egipatskom riječju za „ljubav“ ili „voljeti“ (mere; kao u imenu kraljice Egipta Meritites I.).
Magdalena bi navodno trebalo značiti „ona iz Magdale“. Prema nekim autorima, grad zvan Magdala nije postojao u doba Isusa te se vrlo vjerojatno radi o pogrešci tijekom prijevoda s hebrejskog ili aramejskog na grčki (hebrejski migdal = „toranj“, aramejski magdala = „velika, visoka“.

## Srednji vijek
Srednjovjekovno vjerovanje da je Marija Magdalena bila „bludnica“, prostitutka, oslanja se na pisanje pape Grgura I. Velikog, koji je oko 591. tumačio njen život polazeći od izvještaja u Evanđelju po Luki (8. poglavlje) koji Mariju Magdalenu ubraja među nekoliko žena koje su na pohodima pratile Isusa, a koje su bile "ozdravljene od zlih duhova i bolesti", pri čemu je "iz Marije Magdalene izašlo sedam zlih duhova". U svojoj utjecajnoj zbirci propovjedi djelu "XL homiliarum in Evangelia libri II" piše sv. Grgur Veliki: "Mi vjerujemo da je ta žena ona grešnica o kojoj piše Luka, koju Ivan naziva Marija, i za koju Marko kaže da je iz nje istjerano sedam demona... a kojih bi to sedam demona bilo nego onih koji označuju glavne grijehe?" Primjer grešnice koja u emotivnom iskazu kajanja suzama doslovno pere Isusove noge i iskazuje mu nježnu pažnju mažući ga skupocjenom pomašću u narednim je stoljećima postao uzor pokore, kod koje se tzv. "dar suza" smatrao dobrodošlim elementom pokajništva.
U Pravoslavlju se tradicija o sv. Mariji Magdaleni u detaljima razlikuje: nju se ondje naziva "ravnom apostolima", a ubraja se među tzv. svete "mironosce" (grčki: Μυροφόροι) stoga što je sudjelovala u pogrebu Isusovom, gdje su njegovo tijelo i pogrebni povoji natopljeni s preko 32 litra pomasti ("miro"). Identifikacija sv. Marija Magdalene s bludnicom koja je plakala pod Isusovim nogama i mazala ih pomašću nije prihvaćena kod pravoslavnih. U pravoslavnoj tradiciji se o sv. Mariji Magdaleni uglavnom prenosi ono što o njoj iznosi Evanđelje - tako i dio da je iz nje izgnano sedam zlih duhova. Iznosi se da je upravo Marija Magdalena bila dostojna prva vidjeti uskrslog Isusa, zbog svoje velike odanosti i ljubavi prema njemu.
Redovnik Petar des Vaux-de-Cernay (13. st.) napisao je da su katari vjerovali da je Marija bila Isusova konkubina.

## Smrt
Prema pravoslavnim tradicijama, Marija je umrla u Efezu, a njezine su kosti ponijete u Konstantinopol 886. Prema katoličkim tradicijama, Marija je umrla u Francuskoj.
Dijelovi tijela koji se smatraju relikvijama sv. Marije Magdalena čuvaju se u samostanu Saint-Maximin u francuskoj Provansi (lubanja), te u ruskoj pravoslavnoj Crkvi sv. Magdalene u Jeruzalemu. Obzirom na stoljetnu prisutnost relikvija sv. Marije Magdalene, postoji na kršćanskom zapadu tradicija prema kojoj je ona ondje umrla; međutim su benediktinci u burgundijskom samostanu Vézelay u srednjem vijeku tvrdili da su onamo relikvije sv. Marije Magdalene prenesene u 8. stoljeću, s područja kojima su tada vladali "Saraceni".
- Marija Magdalena, na popularnoj slici umjetnika Arya Scheffera, 19. stoljeće
- Bizantska ikona
- Tizian: «Noli me tangere» 1512. godine
- Anthony Sandys, oko 1860. godine
- Antonio Canova: Marija Magdalena (1806. – 1813.)
- Sveta Marija Magdalena s kutijom za masti – rezbareni i oslikani drveni kip, početak 20. stoljeća

## Vanjske poveznice
|  | Wikizvor ima izvorni tekst Slavimo tebe, sveta Magdaleno |